# Швебс, Карл-Густав Александрович
Карл-Густав Александрович Швебс (1805—1876) — русский военный и общественный деятель, генерал-лейтенант (1859).

## Биография
Родился 29 июня (11 июля) 1805 года.
В службе в офицерских чинах с 1824 года. До 1851 года полковник, командир Егерского Его Королевского Высочества принца Альберта Саксонского полка.
В 1851 году произведён в генерал-майоры, командующий Запасной дивизией 1-го армейского корпуса и войск расположенных в Кронштадте. В 1859 году произведён в генерал-лейтенанты. С 1863 года начальник 1-й резервной пехотной дивизии. С 1865 года начальник Местных войск Петербургского военного округа и член Попечительского комитета Евангелического Александринского воспитательного заведения в Санкт-Петербурге.
С 1874 года член Александровского комитета о раненых. Был награждён всеми орденами вплоть до ордена Святого Александра Невского с бриллиантовыми знаками пожалованные ему 17 мая 1874 года.
Умер 4 (16) марта 1876 года.

## Примечание
1. ↑  Список генеральских чинов российской императорской армии и флота. Дата обращения: 17 июля 2018. Архивировано 10 августа 2018 года.
2. ↑  Список генералам по старшинству по 21 декабря 1852 г.—489 с
3. ↑  Список генералам по старшинству по 15 июля 1855 г.—377 с
4. ↑  Список генералам по старшинству по 1 января 1863 г.—304 с
5. ↑  Список генералам по старшинству по 15 февраля 1865 г.—304 с
6. ↑  Швебс Карл-Густав Александрович // Высшие чины Российской Империи (22.10.1721—2.03.1917) / сост. Е. Л. Потёмкин. — М.: Б. и., 2017. — Т. 3. — С. 477.
7. ↑  Пономарёв В. П., Шабанов В. М. Кавалеры Императорского ордена Святого Александра Невского, 1725—1917: биобиблиографический словарь в трёх томах. Том 3. — М., 2009. — С. 315—316. — ISBN 978-5-89577-145-7